# Heinsia crinita
Heinsia crinita là một loài thực vật có hoa trong họ Thiến thảo. Loài này được (Afzel.) G.Taylor mô tả khoa học đầu tiên năm 1944.